# 5 de agosto nos Jogos Olímpicos de Verão de 2016
5 de agosto de 2016 nos Jogos Olímpicos de Verão de 2016 foi o terceiro dia de competições e dia da cerimônia de abertura. Somente serão disputadas provas do tiro com arco.

## Esportes
- Tiro com arco

## Destaques do dia

### Tiro com arco - Individual masculino
Horário9hs

### Tiro com arco - Equipes masculinas
Horário9hs

### Tiro com arco - Individual feminino
Horário13hs

### Tiro com arco - Equipes femininas
Horário13hs

### Cerimônia de abertura
Horário20hs
Legenda
| Recorde mundial      | Recorde mundial (World record)               |                       | Recorde africano                      | Recorde africano (African) |                                           | Q | Classificado por posição (Qualified) |
| Recorde olímpico     | Recorde olímpico (Olympic record)            | Recorde da América    | Recorde da América (Americas)         | q                          | Classificado por melhor tempo (Qualified) |   |                                      |
| Melhor marca do ano  | Melhor marca do ano (World leading)          | Recorde asiático      | Recorde asiático (Asian)              | DNS                        | Não largou (Did not start)                |   |                                      |
| Recorde nacional     | Recorde nacional (National record)           | Recorde europeu       | Recorde europeu (European)            | DNF                        | Não terminou (Did not finish)             |   |                                      |
| Recorde pessoal      | Recorde pessoal do atleta (Personal best)    | Recorde da Oceania    | Recorde da Oceania (Oceania)          | DSQ / DQ                   | Desclassificado (Disqualified)            |   |                                      |
| Recorde da temporada | Recorde da temporada do atleta (Season best) | Recorde sul-americano | Recorde sul-americano (South America) | NM                         | Sem marca (No mark)                       |   |                                      |